# Ursus arctos nelsoni
 (juin 2025).
Si vous disposez d'ouvrages ou d'articles de référence ou si vous connaissez des sites web de qualité traitant du thème abordé ici, merci de compléter l'article en donnant les références utiles à sa vérifiabilité et en les liant à la section « Notes et références ».
Sous-espèce
Statut de conservation UICN

PE : Peut-être éteint
Le Grizzly mexicain (Ursus arctos nelsoni) est une variété de grizzly (une sous-espèce de l'ours brun) probablement éteinte à la fin des années 1960. Les dernières observations de cette sous-espèce remontent à 1968.
Cet ours pouvait atteindre un poids de 300 kilogrammes. Alors qu'il habitait l'Arizona et le Nouveau-Mexique jusque dans les années 1920, son dernier habitat fut la région de Chihuahua. La population de grizzlys mexicains a sans doute été quasiment éliminée lors d'une campagne d'éradication menée entre 1961 et 1964. Mais les scientifiques cherchent encore des traces.